# Romaria (Minas Gerais)
Romaria é um município brasileiro do interior do estado de Minas Gerais, Região Sudeste do país. Sua população recenseada em 2022, de acordo com o Instituto Brasileiro de Geografia e Estatística (IBGE), era de 3 386 habitantes.

## Distância das principais cidades
- Araxá - 163 km.
- Araguari - 87 km.
- Uberlândia - 86 km.
- Belo Horizonte - 480 km.

## Características
A cidade de Romaria é muito famosa na época da festa de agosto, que se comemora o dia de Nossa Senhora da Abadia. Nessa época a cidade fica cheia de visitantes de todas a partes.[carece de fontes?]
A festa começa especificamente no dia 6 de agosto de vai ate dia 15, porém no começo do mês de agosto a cidade já esta cheia. São muitas barracas, que ocupam todo o centro da cidade.[carece de fontes?]

## História
A povoação tem origem no final do século XIX quando garimpeiros vindos de Estrela do Sul descobriram ali ricas jazidas de diamante. O primeiro diamante foi encontrado no córrego Água Sua, afluente do rio Bagagem, em 1867. 

### Formação Administrativa
Distrito criado com a denominação de Nossa Senhora da Abadia da Água Suja, pela lei provincial nº 1900, de 19-07-1872, e lei estadual nº 2, de 14-09-1891, subordinado ao município de Monte Carmelo. Pelo decreto-lei estadual nº 148, de 17-12-1938, o distrito de Nossa Senhora da Abadia da Água Suja, tomou o nome de Romaria.